# Onthophagus viridis
Onthophagus viridis é uma espécie de inseto do género Onthophagus, família Scarabaeidae, ordem Coleoptera.
Foi descrita cientificamente por Ménétriès em 1832.